# Lolicon

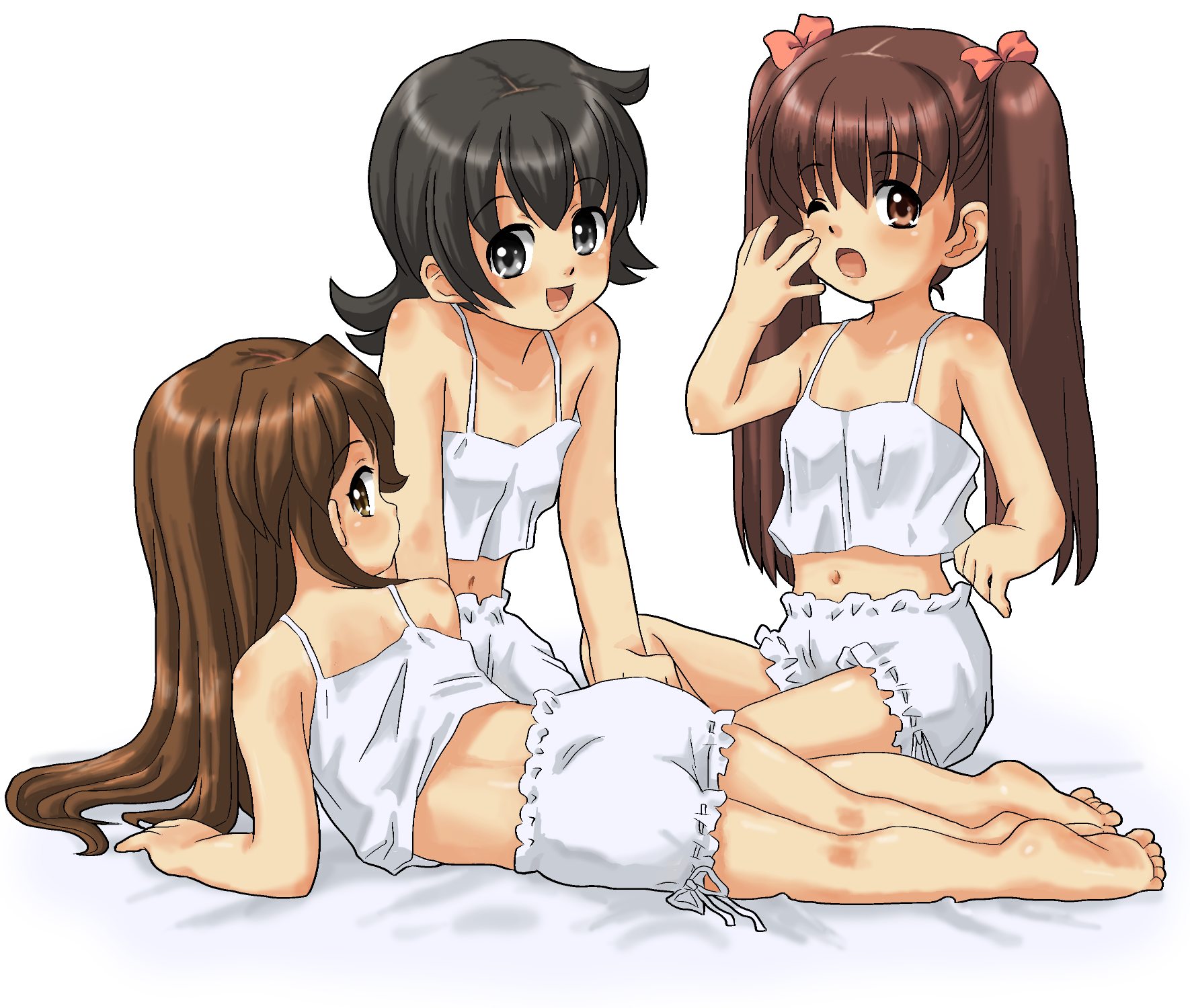
Ukázka loliconu

Lolicon (japonsky ロリコン, rorikon) je japonský pojem označující sexuální přitažlivost k nezletilým dívkám nebo jedincům s dětskými rysy. Mimo Japonsko se jako lolicon označuje kontroverzní odnož hentai zobrazující nedospělé jedince v různých sexuálních aktivitách.

## Legalita
V České republice vytváření, přechovávání i distribuce hentai žánru lolicon podle striktního výkladu zákona legální není, avšak pouhé jeho vyhledávání či sledovaní legální je, stejně jako v některých dalších státech, např. (Filipíny a Nový Zéland).
V USA je lolicon většinou ilegální. Nejvyšší soud USA 16. dubna 2002 (Ashcroft versus Free Speech Coalition) rozhodl, že omezování virtuální a fantazijní dětské pornografie je v rozporu se svobodou projevu zaručenou prvním dodatkem ústavy. Zrušil tak předchozí rozsudky podle Child Pornography Prevention Act (Zákona o prevenci dětské pornografie) z roku 1996. V odpovědi na to kongres schválil PROTECT Act, který byl podepsán tehdejším prezidentem Bushem 30. dubna 2003. Tento zákon kriminalizuje všechnu simulovanou dětskou pornografii, která je tzv. obscénní (postrádá seriozní literární, uměleckou, politickou nebo vědeckou hodnotu).